# La Trinité (Mancha)
La Trinité é uma comuna francesa na região administrativa da Normandia, no departamento da Mancha. Estende-se por uma área de 9,16 km². Em 2010 a comuna tinha 398 habitantes (densidade: 43,4 hab./km²).